# Dendeng
El dendeng, dendeng balado o dendeng batokok es una especialidad de Padang, en la isla de Sumatra (Indonesia). Se hace con ternera cortada fina, secada y frita, a la que se añade pimiento chile y otros ingredientes.

## Variaciones
La versión más común de dendeng que se encuentra en Indonesia es el dendeng sapi (dendeng de ternera), y suele tener un sabor dulce por la inclusión de azúcar de coco caramelizado. Sin embargo, también hay versiones elaboradas con otras carnes exóticas, sobre todo en Indonesia oriental. El dendeng rusa (dendeng de ciervo) se encuentra en las islas Nusa Tenggara y Papúa. Los chinos indonesios prefieren un plato similar de cerdo seco conocido como bakkwa.